# Vilfredo Pareto

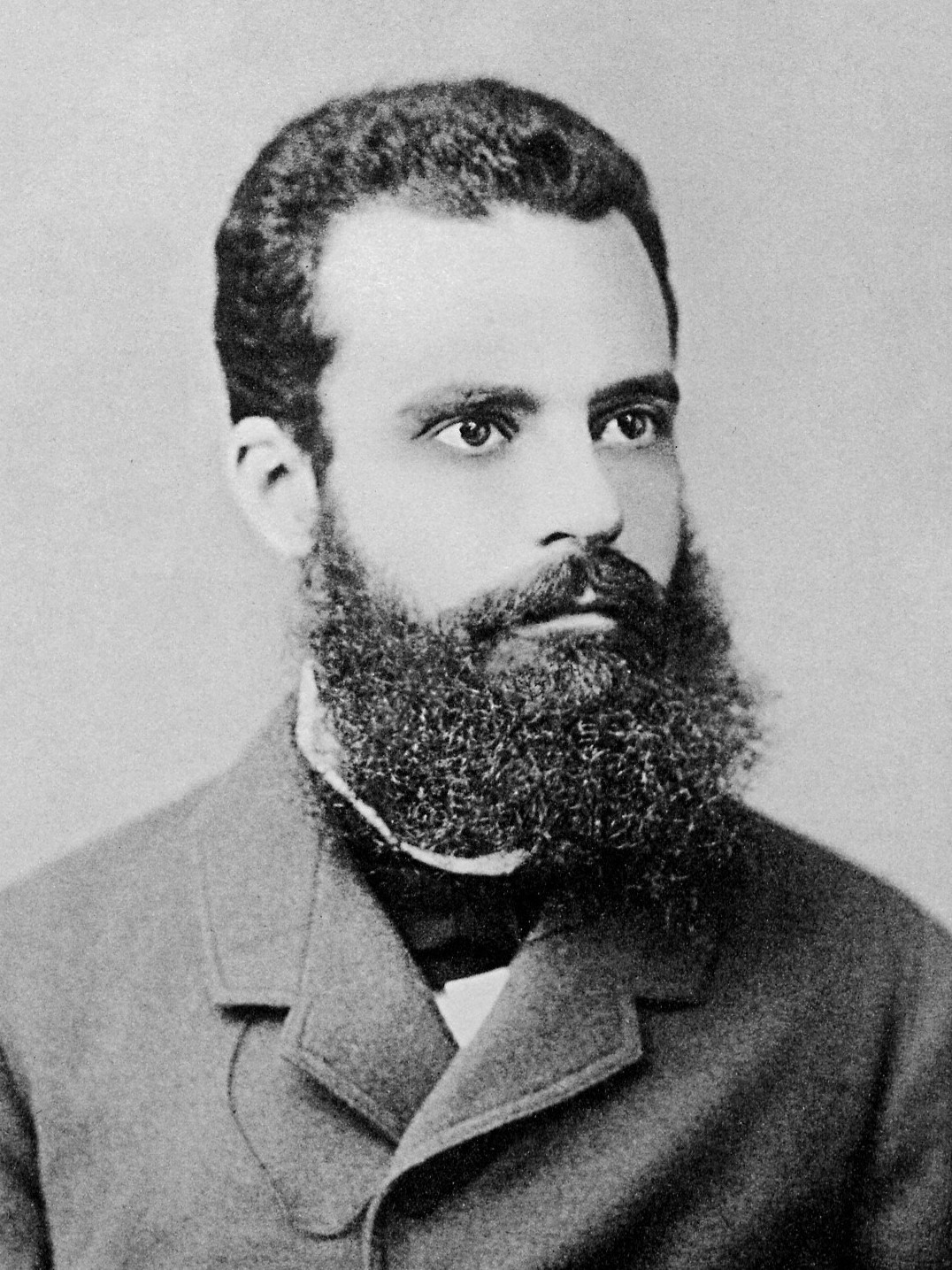
Vilfredo Pareto (1870)

Vilfredo Frederico Damaso Pareto (seit 1882 zusätzlich: Marchese di Parigi), gebürtig Wilfried Fritz Pareto; * 15. Juli 1848 in Paris; † 19. August 1923 in Céligny, Kanton Genf war ein schweizerischer Ingenieur, Ökonom und Soziologe italienisch-französischer Herkunft. Als führender Vertreter der Lausanner Schule und Begründer der Wohlfahrtsökonomie gilt er als Klassiker der Wirtschaftswissenschaft und als Soziologe gemeinsam mit Gaetano Mosca und Robert Michels als Klassiker der Elitesoziologie. Zudem entwarf er eine soziologische Handlungstheorie, die besonders irrationale Elemente enthält. Ihm wird eine Nähe zum frühen italienischen Faschismus nachgesagt.

## Leben
Laut Gottfried Eisermann sind in der Geburtsurkunde Paretos die Vornamen Fritz Wilfried dokumentiert. Diese Vornamen stünden auch auf dem Deckblatt der Dissertationsschrift Paretos. Warum seine Eltern ihm die deutschen Vornamen gaben, sei eines der ungeklärten Rätsel im Leben Paretos.
Der Vater Raffaele Pareto Marchese di Parigi (1812–1882), ein Ingenieur aus Genua, lebte als Republikaner und Gegner des Hauses Savoyen seit den 1830er-Jahren im Pariser Exil. Den Adelstitel Marchese, der nach dem Tode des Vaters auf Vilfredo Pareto überging (der ihn jedoch nicht verwendete), hatte Napoleon dem Großvater verliehen. Die Mutter, Marie Pareto Marchesa di Parigi, geborene Metenier (1816–1889), war Französin und stammte aus einfachen sozialen Verhältnissen. Das Kind wuchs zweisprachig (Italienisch, Französisch) auf.
1852 konnte die Familie wegen einer Amnestie nach Genua zurückkehren, zog dann mehrfach um, weil wegen der beruflichen Karriere des Vaters (erst als Französischlehrer, dann als Professor und schließlich als Ministerialbeamter) Ortswechsel notwendig wurden.
1859 begann Pareto seine schulische Ausbildung am Istituto Tecnico Leardi, Sezione fisico-matematica, in Casale Monferrato, an dem sein Vater Professor war. Er setzte den Schulbesuch in Florenz und Turin fort, wo er 1864 die Licenza di Maturità erhielt. Bis 1867 folgte ein Studium der Mathematik und Physik an der Universität Turin, das 1867 mit der Licenza in scienza matematiche e fisiche abgeschlossen wurde. Darauf folgte, ebenfalls in Turin und unterbrochen durch kurzen Wehrdienst, ein Ingenieursstudium, das Pareto 1870 mit Promotion beendete.
Von 1870 bis 1873 war Pareto Eisenbahnangestellter als Ingenieur in Florenz. 1873 begann Paretos Karriere als leitender Angestellter in der Wirtschaft, erst als Signore Incaricato der Eisenwarenfirma Società dell’Industria del Ferro in San Giovanni Valdarno und dann von 1880 bis 1890 (nach Namensänderung der Firma in Società delle Ferriere Italiane) als deren Generaldirektor. Nach seinem freiwilligen Ausscheiden aus der Geschäftsführung blieb er bis 1892 Berater der Firma.
Gemäß der Online-Biografie 50 Klassiker der Soziologie hatte er 1880 und 1882 in zwei verschiedenen Wahlkreisen der Toskana erfolglos für die Camera dei deputati kandidiert. Nach anderen Quellen verzichtete er nach dem ersten Misserfolg auf eine weitere Kandidatur zur italienischen Abgeordnetenkammer, sei aber von 1877 bis 1881 Mitglied des Gemeinderates San Giovanni Valdarno gewesen.
1893 nahm er einen Ruf auf den Lehrstuhl für Nationalökonomie an der Universität Lausanne an und wurde damit Nachfolger des Begründers der neuen mathematischen Ökonomie, Léon Walras. 1911 wurde er emeritiert, hatte sich aber bereits 1906 von seinen Lehrverpflichtungen befreien lassen, um sich ganz der Arbeit an seiner Allgemeinen Soziologie widmen zu können.

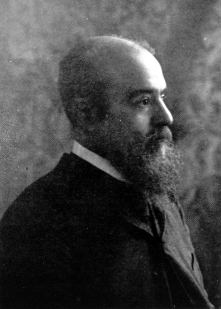
Vilfredo Pareto in späteren Jahren

Nach einer reichen Erbschaft zog er 1900 in eine Villa in Céligny. Dort starb er am 19. August 1923 an Herzversagen.
Pareto war zweimal verheiratet, seit 1889 mit Alessandrina „Dina“ Bakounine (1860–1940) und seit 1923 mit Jeanne Régis (1879–1948), mit der er seit 1906 zusammenlebte. Nach Paretos Tod stritten die beiden Frauen um Erbe und Adelstitel, was zur vollständigen Vernichtung des schriftlichen Nachlasses Paretos führte.

### Verhältnis Paretos zum Faschismus
In seinem letzten Lebensjahr wurden Pareto von Benito Mussolini zwei Ehrungen angetragen: Erst wurde er zum Vertreter Italiens in der Kommission für Abrüstung im Völkerbund ernannt, dann wurde ihm der Titel des Senators auf Lebenszeit angeboten. Auf beide Ansinnen, so Maurizio Bach, reagierte er mit „vornehmer Zurückhaltung“.
Bach nennt Paretos Verhältnis zum italienischen Faschismus „ambivalent“. Bestimmte Aspekte seiner politischen Doktrin, die deutliche Züge eines „antidemokratischen Elitismus“ trage, hätten zur Legitimation der Machteroberung Mussolinis beigetragen. Anfangs habe Pareto Mussolini wegen dessen Charisma ein gewisses Wohlwollen entgegengebracht. In seinen letzten Stellungnahmen, wenige Monate nach dem Marsch auf Rom, überwiege aber eine gewisse Skepsis gegenüber der auf Beseitigung der parlamentarischen Demokratie angelegten Politik des späteren „Duce“. Der einstige Sympathisant sei so am Ende seines Lebens zu einem der prominentesten Kritiker des Faschismus im liberal-konservativen Lager geworden.

## Werk
Paretos wissenschaftliches Lebenswerk besteht aus seinen früheren theoretischen Arbeiten zur Volkswirtschaftslehre und seinen Schriften zur Soziologie, dessen Hauptwerk 1916 als Trattato di sociologia generale in zwei Bänden erschien.

### Von der Ökonomie zur Soziologie
Neben seiner kaufmännischen Geschäftstätigkeit betrieb Pareto ein autodidaktisches Studium der Wirtschaftswissenschaft und wurde zum überzeugten Verfechter der neoklassische Schule. Wirtschaftspolitisch vertrat er vehement liberale Auffassungen und hielt staatliche Interventionen in die Wirtschaft für schädlich, weil sie nicht den Prinzipien wirtschaftlicher Vernunft folgen. Diese theoretischen Grundannahmen kollidierten mit seiner Lebenserfahrung. Als Manager in der Eisenindustrie stieß er auf erhebliche interne und externe Widerstände, als er versuchte das Unternehmen auf den Wettbewerb am Markt auszurichten, statt auf staatliche Protektionsmaßnahmen zu setzen. Bei seinem erfolglosen Versuch ein Parlamentsmandat in der Deputiertenkammer zu gewinnen, gewann er die Überzeugung, dass sich eine rein an ökonomischer Rationalität orientierte Politik nicht durchsetzen lässt. Daher zog er sich aus praktisch-ökonomischen und praktisch-politischen Aktivitäten zurück und konzentrierte sich auf die theoretische Wirtschaftswissenschaft, hielt Vorträge und publizierte in Fachzeitschriften. 1893 wurde er dann auf den Lehrstuhl in Lausanne berufen.
Richard Münch betont, dass Paretos ökonomische Schriften zum Kanon der modernen Volkswirtschaftslehre gehören. Noch heute seien sein Gesetz der Einkommensverteilung und das Pareto-Optimum bedeutsam.
In den Jahren seiner wirtschaftswissenschaftlichen Forschung und Publizistik wurde für Pareto immer deutlicher, dass ökonomische Modelle zwar zu vollkommener analytischen Schärfe und Perfektion gelangt waren, sich damit aber auch immer weiter von der gelebten Realität entfernt hatten. Um solche Realität beschreiben zu können, wandte er sich zunehmend der Ausarbeitung einer allgemeinen Soziologie zu.

### Soziologie
Die soziologischen Arbeiten Paretos haben zwei Schwerpunkte, einmal die Differenzierung zwischen logischem und nicht-logischem Handeln in seiner Handlungstheorie, die eine Soziologie der Emotionen enthält und die Dynamik von Machtgewinn und Machtverlust, womit er neben seinen italienischen Landsleuten Gaetano Mosca und Robert Michels den klassischen Vertretern der Elitesoziologie zugeordnet wird.

#### Methodologie
Für Pareto war die Soziologie eine Erfahrungswissenschaft, die soziale Tatsachen erforscht, um empirisch überprüfbare Aussagen zu gesellschaftlichen Gesetzmäßigkeiten machen zu können.
Er hielt es, wie Max Weber, für wissenschaftlich überholt, von sozialen Phänomenen, wie etwa Staat, Nation, Markt, Institution, Rasse, als Ganzheiten und eigenständigen Handlungssubjekten zu sprechen. Nur beobachtbare Handlungen Einzelner seien empirisch greifbare Tatsachen und Forschungsobjekte. Damit war er ein Verfechter des noch heute gültigen methodologischen Individualismus.
Auch die Annahme, dass Verhaltensregelmäßigkeiten der Akteure meist auf rationale Entscheidungen im Sinne einer zweckgerichteten Mittel-Nutzen-Kalkulation zurückzuführen sind, kritisierte er. Sie treffe nicht auf alle gesellschaftlichen Sphären zu. Weder Handeln noch Gesellschaft beruhe ausschließlich auf Vernunft. Darum fasste er gefühlsgeprägte Verhaltensweisen als eigenständige Kategorie, nichtlogisches Handeln. Ihr galt sein soziologisches Forschungsprogramm.

#### Handlungstheorie
Nichtlogisches Handeln gibt es bei Pareto in drei Variationen: Instiktives, unbewusstes und gewohnheitsmäßiges Handeln; magische und religiöse Praktiken; intentionales Handeln mit nicht intendierten Folgen. Das soziale Leben werde überwiegend von derartig nichtlogischen Handlungen dominiert. Sie seien für den Zusammenhalt der Gesellschaft deutlich wichtiger als logische Handlungen, denn sie enthielten die ordnungsstiftenden Gefühlstrukturen der Gesellschaft.
Nichtlogische Handlungen sind zwischen subjektiver und objektiver Wirklichkeit nicht widerspruchsfrei. Die Übereinstimmung fehlt, weil zwischen ihnen Emotionen, Weltanschauungen, Glauben und anderes steht (Instinkte, Bedürfnisse, Phantasien, Interessen). Solche Einflüsse bezeichnet Pareto als Residuen. Derartige Residuen werden als unveränderliche Elemente von nichtlogischen Theorien definiert, die die Erscheinungsform von Gefühlen annehmen und ein Individuum auf bestimmte Handlungen und Ziele verpflichten.
Weil Menschen sich und anderen ungern eingestehen, dass sie irrational handeln und lieber als vernünftig und logisch handelnde Personen gelten möchten, verwenden sie Rationalisierungen, die Pareto Derivationen nennt. Solche Derivationen werden als veränderliche Elemente von nichtlogischen Theorien definiert. Sie begründen und legitimieren Residuen, können dabei aber in unterschiedlichen Formen auftreten.
Solchen Handlungsmodus beobachtete Pareto besonders bei Politikern im Frankreich und Italien seiner Zeit. Sie beriefen sich zwar auf die Vernunft, handelten jedoch gefühlsbetont und verfolgten ihre persönlichen Interessen.

#### Elitensoziologie
Für Pareto ist es eine anthropologisch bedingte Tatsache, dass in der gesamten Menschheitsgeschichte stets eine kleine Minderheit (Elite) über die große Mehrheit (Masse) herrscht, das sei in den unterschiedlichen, physischen, moralischen und intellektuellen Möglichkeiten der Menschen angelegt. Die Elite differenziert er in herrschende und nicht herrschende Elite. Herrschaft spezifischer Eliten sei nicht von Dauer, Eliten zirkulierten. Metaphorisch ist bei Pareto die Rede von der Geschichte als einem Friedhof der Eliten.
Eine Elite gelangt an die Macht, weil sie über einen starken Zusammenhalt verfügt und einen Glauben an gemeinsame Ideale. Sie ist gewillt, für ihre Ziele Gewalt einzusetzen. Der Aufstieg und die Etablierung einer Elite zur Herrschaft ist nach Pareto die Zeit der Löwen. Darauf folgt die Zeit der Füchse, in der es eher um Machterhaltung geht und taktisches Vermögen, Intelligenz, List, Verhandlungsgeschick, Urteilskraft und manchmal auch Schwindel erforderlich sind.
Nach Paretos Auffassung gibt es drei Ursachen dafür, dass sich Eliten nicht dauerhaft erhalten können:
- Viele Eliten stammen aus militärischen Personal, das in Kriegen dezimiert wurde.
- Die meisten Eliten verlieren nach einigen Generationen die Lebenskraft oder die Fähigkeit, ihre Macht zu gebrauchen.
- Begabungen in der Elite werden nicht zwangsläufig weitervererbt, in der Unterklasse entstehen durchaus elitefähige Akteure.

Üblicherweise gibt es einen kontinuierlichen Austausch zwischen Elite und Unterklasse. Der ist Garant für soziale Stabilität. Funktioniert ein solcher Austausch nicht, kann es zu einer Revolution führen. Ist so eine Revolution erfolgreich, bildet sich aus den Revolutionsführern eine neue Elite. Zur Herrschaft der Massen kommt es nie.

## Wirkungsgeschichte in der Soziologe
Paretos Hauptwerk Trattato di sociologia generale hatte in den Jahren nach seinem Erscheinen weder in Italien noch in Frankreich einen nennenswerten Einfluss auf den sozialwissenschaftlichen Diskurs. Erst die Übersetzung ins Englische Mitte der 1930er-Jahre löste großes Interesse an Pareto in der USA aus. Vor allem an der Harvard University weckten seine Ideen großes Interesse, wo sich um den Physiologen und Philosophen Lawrence J. Henderson eine jahrelang aktive Pareto-Studiengruppe bildete. Ebenfalls an der Harvard University beschäftigte sich Talcott Parsons mit Paretos Soziologie. Er stellte in seinem einflussreichen Hauptwerk The Structure of Social Actions Paretos Trattato den großen Entwürfen Max Webers und Émile Durkheims gegenüber, womit er ihm den „kanonischen Status eines »Klassikers«“ der Soziologie verlieh. Allerdings gingen Überlegungen von Weber und Durkheim sehr viel stärker in das Theoriegebäude Parsons’ ein.
Nach dem Zweiten Weltkrieg forschten und publizierten besonders Norberto Bobbio, Dino Fiorot und Carlo Mongardini in Italien, Raymond Aron und Julien Freund in Frankreich und Gottfried Eisermann in Deutschland zu Pareto.
Laut Maurizio Bach wird Pareto gemeinhin als Außenseiter und Sonderling unter den Gesellschaftstheoretikern der klassischen Periode betrachtet. Man zähle ihn dennoch zu den Hauptvertretern der modernen theoretischen Soziologie und stelle ihn in eine Reihe mit Émile Durkheim und Max Weber, doch diese Zuordnung sei inzwischen meist rein rituell. Die inhaltliche Rezeption seines Werkes werde vernachlässigt. Man könne Pareto deshalb eine „vergessenen Soziologen“ nennen.

## Stimmen zu Pareto
Johannes Agnoli nannte Pareto einen „Marx der Bourgeoise“ [sic], „dem es auf ein streng elitär-autoritäres System ankam, das mit der Ornamentik parlamentarisch-demokratischer Einrichtungen und Gepflogenheiten nur ausstaffiert bleiben sollte.“
Bezugnehmend auf die Zuschreibung „Marx der Bourgeoisie“ beschreibt Maurizio Bach Paretos Verhältnis zum Sozialismus als zwiespältig. Die ökonomische Lehre des Marxismus sei für ihn durch die neuen Werttheorien der Grenznutzenschulen überholt gewesen. Der politische Idealismus, die moralische Gesinnung und die Leidenschaft vieler sozialistischer Aktivisten und Anführer hätte ihn jedoch fasziniert. Ihm sei jedoch aufgefallen, wie sich im Zuge der Organisations- und Mobilisierungserfolge der Arbeiterbewegung eine „Aristokratie“ des Parteibeamtentums und der Funktionärsintellektuellen herausbildete, was im klaren Widerspruch zu den radikaldemokratischen Postulaten der Bewegung stand. Daraus leitete er ein Gesetz der
Oligarchisierung demokratischer Organisationen ab.
Franco Ferrarotti schrieb im Internationalen Soziologenlexikon, alle Theorien Paretos enthielten einen mehr oder weniger offenen Angriff auf den Menschen als ein vernünftiges Wesen: „der Mensch sei ein ideologisches und schwatzhaftes Tier. das nie müde werde, sich selbst und andere zu täuschen.“ Die pessimistische Theorie von der Zirkulation der Eliten besage, „daß alle Bemühungen, soziale Situationen zu ändern, nutzlos sind, wie heroisch sie auch immer sein mögen.“
Die politische Philosophin Hannah Arendt zählte Pareto neben Frantz Fanon und Georges Sorel zu den wenigen Autoren, „welche die Gewalt um ihrer selbst verherrlicht haben“. Von Pareto könne man viel über die Motive lernen, die Menschen des 20. Jahrhunderts dazu veranlassten, Theorien der Gewalt anzuhängen.

## Schriften (Auswahl)
- 1896–1897 Cours d’économie politique, zwei Bände.
- 1902 Les systèmes socialistes
- 1906 Manuale di economia politica
- 1911 Le mythe vertuiste et la littérature immorale
  - (dt.) Der Tugendmythos und die unmoralische Literatur, übersetzt und eingeleitet von Gottfried Eisermann, Luchterhand, Neuwied und Berlin 1968
- 1916 Trattato di sociologia generale – das soziologische Hauptwerk
  - (dt.) Allgemeine Soziologie, übersetzt von Carl Brinkmann, Mohr Siebeck Verlag, Tübingen 1955, Neuauflage FinanzBuch Verlag, München 2005, ISBN 3-89879-144-0 (Auszüge)
  - (dt.) Vilfredo Paretos System der allgemeinen Soziologie, herausgegeben und übersetzt von Gottfried Eisermann, Ferdinand Enke Verlag, Stuttgart 1962 (Auszüge)
- 1920 Fatti e teorie
- 1921 Trasformazione della democrazia